# Sikhanyiso Dlamini
Sikhanyiso Dlamini (Mbabane, 1º settembre 1987) è una politica e principessa swazilandese.

## Biografia

### Istruzione
La principessa Sikhanyiso è nata nel 1987 nella clinica di Mbabane, primogenita di Mswati III e di Sibonelo Mngometulu. Crebbe con la nonna Ntfombi, poi con la madre e il fratello Lindani.
Dal 2001 al 2005 studiò al St Edmund's College di Ware, dove alloggiò nella Challoner House, e nel 2010 conseguì un bachelor of Arts in Communication and Media Studies all'Università Biola.
Nel 2011 ottenne un master all'Università di Sydney in Digital Communication and Culture, soggiornando a Glebe con la sua assistente Yemma Sholo, e poi un diploma in Project Management alla business school dell'Università di Stellenbosch.

### Carriera e attività

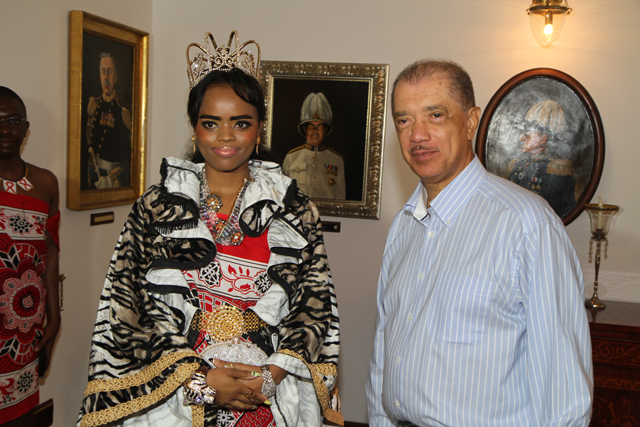
Sikhanyiso con James Michel, 2015

Nel 2009 pubblicò con il fratello Lindani e il rapper sudafricano M'du il singolo Abeze Kim. Dal 2012 al 2018 è stata presidentessa di MTN Swaziland, una società di telecomunicazioni con sede a Lobamba. Nel 2013 registrò un singolo in onore del padre dal titolo Hail Your Majesty, con lo pseudonimo Pashu. Dallo stesso anno al 2015 ha fatto parte del Liqoqo, il consiglio consultivo del re, come suo membro più giovane.
Dal 2013 fa parte del consiglio della World Peace Initiative, è vice presidentessa della Young Business Society of Africa e presiede l'Imbali Foundation, un'organizzazione che vuole promuovere la verginità delle donne fino al matrimonio e supportare "la salute, l'istruzione e la spiritualità" delle bambine.
Dal 2014 ricopre l'incarico di Consigliera Onoraria per lo Sviluppo Giovanile alla Limkokwing University e patrocina il concorso Miss Deaf Africa. Nel maggio 2016 venne rilasciato su Spotify il brano Can't Hold You Back, nato da una collaborazione con il cantante swati The Ymr Experience. Nel novembre del 2018 entrò nel governo di Ambrose Dlamini come ministra dell'Informazione, Comunicazione e Tecnologia. È stata succeduta da Savannah Maziya nel 2023.

### Controversie

#### Decreto di castità

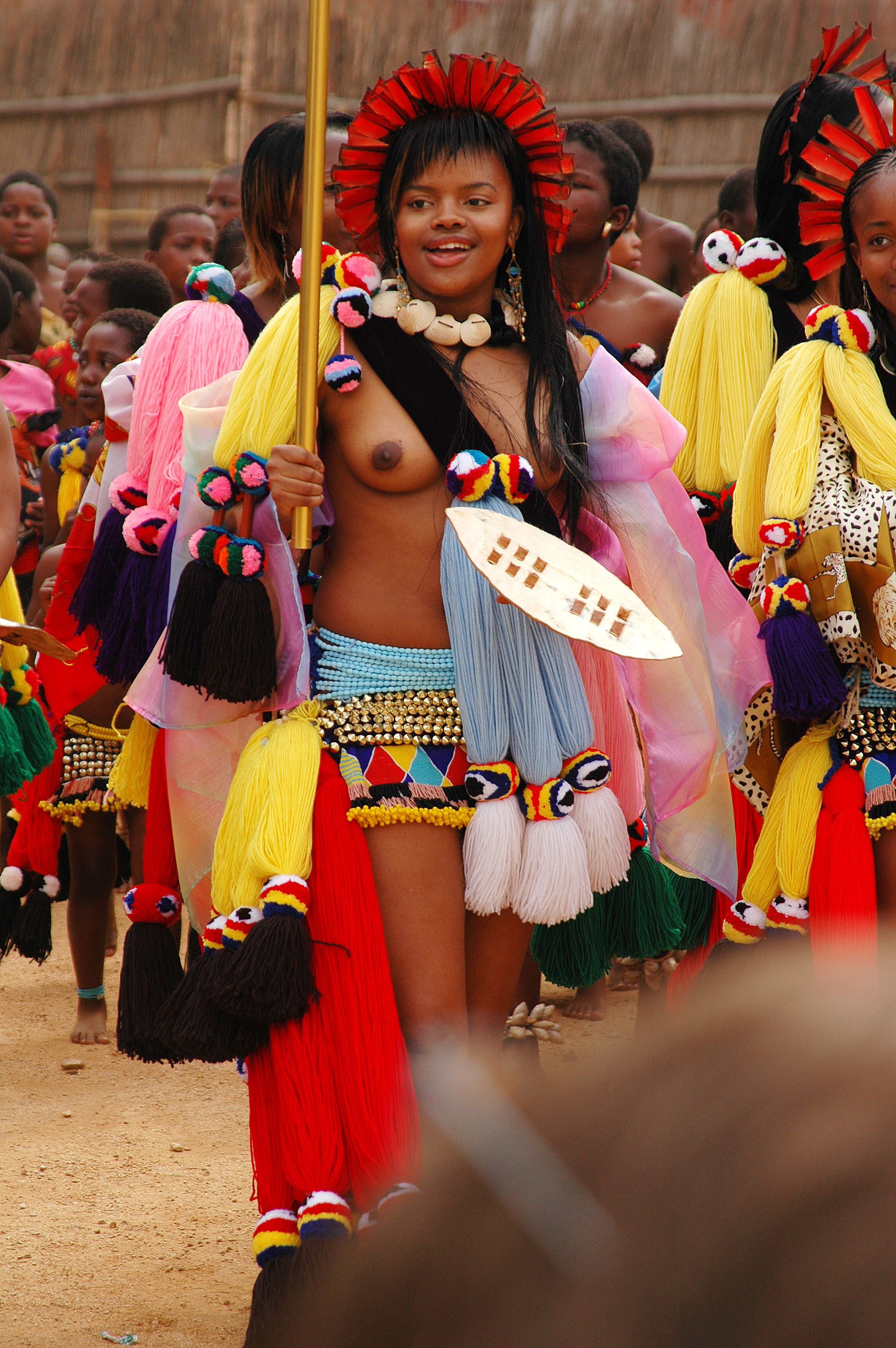
Sikhanyiso nel 2006

Nel 2001 Mswati III emanò un decreto di castità che vietava alle ragazze al di sotto dei diciotto anni di avere rapporti sessuali, per limitare la diffusione dell'AIDS nel paese. L'obbligo terminò nel 2005 e Sikhanyiso ne celebrò l'abolizione organizzando un drink party con musica ad alto volume all'interno della residenza di sua nonna, in concomitanza con l'annuale festeggiamento per la scelta della nuova moglie di suo padre.
Il suo gesto fu ritenuto irrispettoso verso le tradizioni swati e di ostacolo allo svolgimento della cerimonia della sposa reale. Per lo stesso motivo, fu vittima di maltrattamenti fisici con un bastone da parte di Ntfonjeni Dlamini, supervisore degli affari tradizionali.

#### Critiche alla poligamia

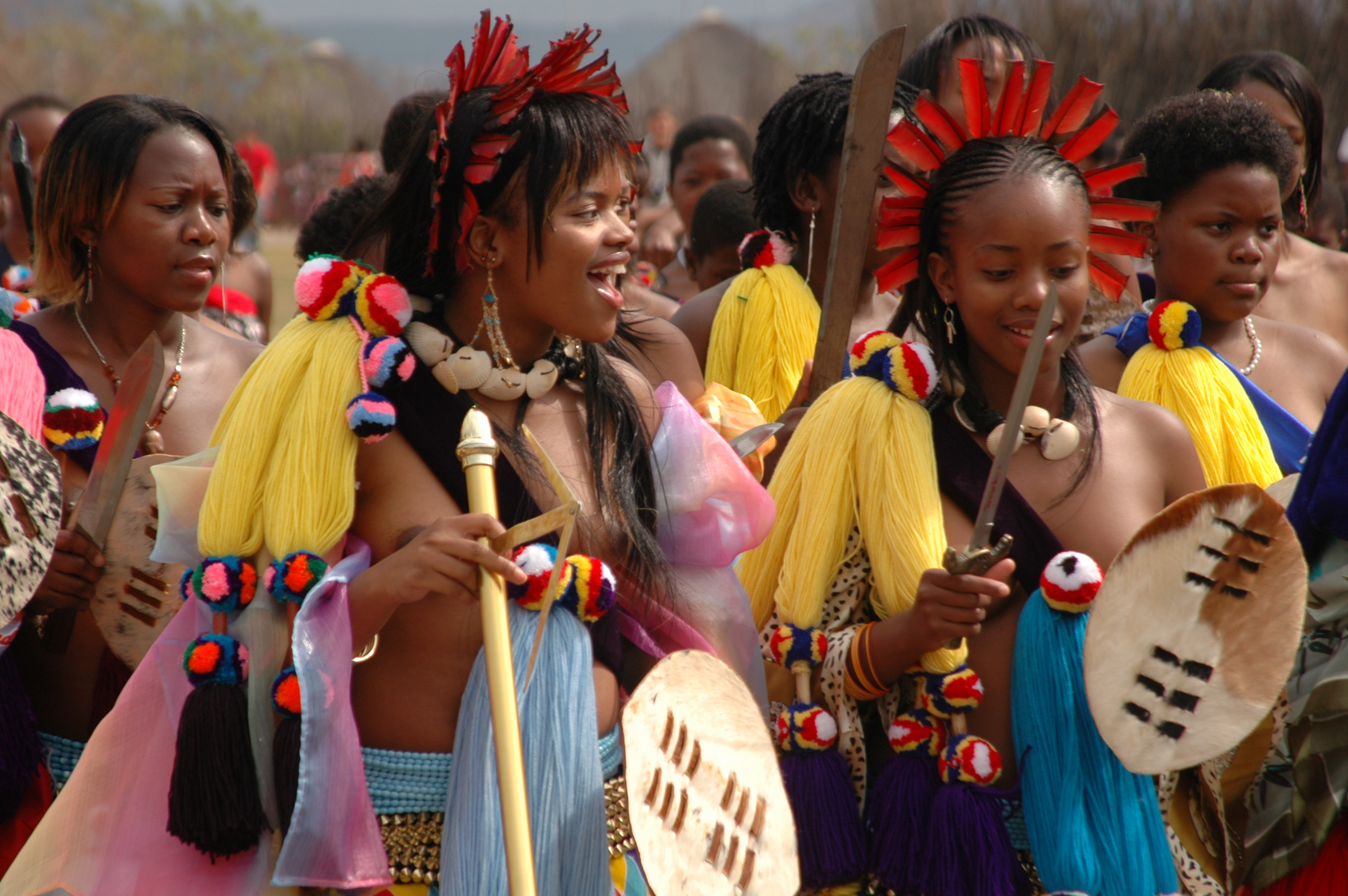
Sikhanyiso con Temtsimba alla danza delle canne nel 2006

Durante una conferenza stampa nel 2006 criticò fortemente la poligamia, praticata per tradizione dai sovrani swati, affermando: "porta tutti i vantaggi in una relazione agli uomini, e questo per me è ingiusto e malvagio".
La principessa suscitò la rabbia di alcuni sostenitori della poligamia, tra i quali il parlamentare Moi Moi Masilela, che affermò: "La poligamia non è una moda, fa parte della nostra cultura. Non riesco a capire come una persona possa avere il coraggio di criticarla pubblicamente".
Con il passare del tempo la principessa dichiarò che la sua opinione si era attenuata, affermando: "La mia comprensione degli uomini ora è diversa da ciò che pensavo prima".

## Discografia
- 2009 – Abeze Kim (con Lindani Dlamini e M'du)
- 2013 – Hail Your Majesty
- 2016 – Can't Hold You Back (con The Ymr Experience)

## Filmografia
- Without the King, regia di Michael Skolnik – documentario (2007)
- The King and the People, regia di Simon Bright – documentario (2013)

## Discendenza
Sikhanyiso Dlamini ha avuto un figlio:
- Phikolwezwe "Phiko" Kukhanya Phasika Elihu Dlamini (10 aprile 2020).[12]

## Titoli e trattamento
- 1⁰ settembre 1987 - 19 aprile 2018: Sua Altezza Reale, la principessa Sikhanyiso dello Swaziland
- 19 aprile 2018 - attuale: Sua Altezza Reale, la principessa Sikhanyiso di eSwatini

## Ascendenza
|                            |     |                    | Genitori           |  |  | Nonni |  |  | Bisnonni                 |  |  | Trisnonni                  |  |
|                            |     |                    |                    |  |  |       |  |  | Ngwane V dello Swaziland |  |  | Dlamini IV dello Swaziland |  |
|                            |     |                    |                    |  |  |       |  |  | Ngwane V dello Swaziland |  |  | Dlamini IV dello Swaziland |  |
|                            |     | Labotsibeni Mdluli |                    |  |  |       |  |  | Ngwane V dello Swaziland |  |  |                            |  |
| Sobhuza II dello Swaziland |     |                    |                    |  |  |       |  |  | Ngwane V dello Swaziland |  |  |                            |  |
|                            |     | Lomawa Ndwandwe    | Ngolotjeni Nxumalo |  |  |       |  |  |                          |  |  |                            |  |
|                            |     | Lomawa Ndwandwe    | Ngolotjeni Nxumalo |  |  |       |  |  |                          |  |  |                            |  |
|                            |     | Lomawa Ndwandwe    | Msindvose Ndlela   |  |  |       |  |  |                          |  |  |                            |  |
| Mswati III di eSwatini     |     | Lomawa Ndwandwe    |                    |  |  |       |  |  |                          |  |  |                            |  |
|                            |     | Mfelani Tfwala     | ...                |  |  |       |  |  |                          |  |  |                            |  |
|                            |     | Mfelani Tfwala     | ...                |  |  |       |  |  |                          |  |  |                            |  |
|                            |     | Mfelani Tfwala     | ...                |  |  |       |  |  |                          |  |  |                            |  |
| Ntfombi Tfwala             |     | Mfelani Tfwala     |                    |  |  |       |  |  |                          |  |  |                            |  |
|                            |     | ...                | ...                |  |  |       |  |  |                          |  |  |                            |  |
|                            |     | ...                | ...                |  |  |       |  |  |                          |  |  |                            |  |
|                            |     | ...                | ...                |  |  |       |  |  |                          |  |  |                            |  |
| Sikhanyiso Dlamini         |     | ...                |                    |  |  |       |  |  |                          |  |  |                            |  |
|                            | ... | ...                |                    |  |  |       |  |  |                          |  |  |                            |  |
|                            | ... | ...                |                    |  |  |       |  |  |                          |  |  |                            |  |
|                            | ... | ...                |                    |  |  |       |  |  |                          |  |  |                            |  |
| Percy Sipho Mngometulu     | ... |                    |                    |  |  |       |  |  |                          |  |  |                            |  |
|                            |     | ...                | ...                |  |  |       |  |  |                          |  |  |                            |  |
|                            |     | ...                | ...                |  |  |       |  |  |                          |  |  |                            |  |
|                            |     | ...                | ...                |  |  |       |  |  |                          |  |  |                            |  |
| Sibonelo Mngometulu        |     | ...                |                    |  |  |       |  |  |                          |  |  |                            |  |
|                            |     | ...                | ...                |  |  |       |  |  |                          |  |  |                            |  |
|                            |     | ...                | ...                |  |  |       |  |  |                          |  |  |                            |  |
|                            |     | ...                | ...                |  |  |       |  |  |                          |  |  |                            |  |
| Ntombi                     |     | ...                |                    |  |  |       |  |  |                          |  |  |                            |  |
|                            |     | ...                | ...                |  |  |       |  |  |                          |  |  |                            |  |
|                            |     | ...                | ...                |  |  |       |  |  |                          |  |  |                            |  |
|                            |     | ...                | ...                |  |  |       |  |  |                          |  |  |                            |  |
|                            |     | ...                |                    |  |  |       |  |  |                          |  |  |                            |  |